# Stoa van Zeus Eleutherios
De Stoa van Zeus Eleutherios was een stoa op de Agora van Athene.

## Geschiedenis
De stoa werd tussen 425 en 410 v.Chr. gebouwd ter herinnering aan de overwinning op de Perzen in de Perzische Oorlogen. Het gebouw werd daarom gewijd aan Zeus Eleutherios (de bevrijder), die hier ook werd vereerd. Omdat voor religieuze doeleinden normaal gesproken een tempel werd gebouwd, vervulde de Stoa van Zeus waarschijnlijk ook een andere publieke functie. In de Romeinse tijd werden 2 extra kamers aan de achterzijde van de stoa gebouwd. Hiervoor moest een deel van de achterliggende heuvel worden weggehakt. Waarschijnlijk hadden deze 2 kamers een functie in de keizercultus. In de zuidelijke kamer is de voet van een cultusbeeld teruggevonden.
Zowel Plato als Xenophon schrijft dat de Stoa van Zeus door Socrates werd gebruikt als een favoriete rustplaats en locatie om met zijn vrienden te praten.
Volgens de Griekse schrijver Pausanias hingen in de stoa schilderijen van Euphranor, o.a. een "Theseus", de allegorie "het Volk en de Democratie", de "Vergadering van de twaalf Olympische goden" en de "Slag om Mantinea". Daarnaast hingen in de stoa de schilden van Atheners die op moedige wijze bij de verdediging van de stad waren omgekomen. Een aantal van deze schilden waren bij de Romeinse verovering van Athene in 86 v.Chr. geroofd.

## Het gebouw
De Stoa van Zeus stond in de noordwestelijke hoek van de agora. De stijl van het gebouw vertoonde gelijkenissen met de Propyleeën op de Akropolis, waardoor men vermoedt dat zijn architect Mnesicles ook de Stoa van Zeus heeft gebouwd. De stoa was gebouwd in een U-vorm, met 2 naar voren gerichte vleugels aan de beide uiteinden. Het gebouw was 46,55 meter lang. De zuilen aan de buitenzijde waren in de Dorische orde en binnenin Ionisch.
Voor de stoa stond op een ronde sokkel een standbeeld van Zeus Eleutherios. Vlakbij stond een groot altaar, dat voor de cultus werd gebruikt. De daken van de beide zijvleugels waren versierd met beelden (akroteria} van de gevleugelde Nikè. Een vrij compleet beeld en fragmenten van een tweede zijn teruggevonden en worden tentoongesteld in het Agora Museum.

## Restanten
Bij de aanleg van de Piraeus-spoorlijn zijn de restanten van het noordelijke uiteinde verloren gegaan. Van de zuidelijke en westelijke zijden zijn de funderingen bewaard gebleven. Van de oostelijke façade is de loop gereconstrueerd aan de hand van de uitgehakte sleuven waar de fundering ooit in rustte. Fragmenten van zuilen, de Dorische kroonlijst en het fries liggen verspreid over het terrein van de stoa.
Onder de Stoa van Zeus liggen de restanten van een nog ouder gebouw uit de 6e eeuw v.Chr. Fragmenten van de voet van een standbeeld en mogelijk een altaar zijn hier aangetroffen. Mogelijk was ook dit gebouw een heiligdom gewijd aan Zeus. Het werd verwoest bij de inval van de Perzen in 480 v.Chr.

## Antieke bron
1. ↑  Pausanias, 1.3.3-4

## Referentie
- Athenian Agora Excavations - Stoa of Zeus Eleutherios[dode link]
- Athens - Agora, Stoa of Zeus Eleutherios
- Depthome.brooklyn.cuny.edu - Stoa of Zeus Eleutherios
- Sitesandphotos.com - Stoa of Zeus Eleutherios